# Jessica Gadirova
Jessica Gadirova (Dublín, 3 d'octubre de 2004) és una gimnasta artística britànica d'origen irlandès. Va representar la Gran Bretanya als Jocs Olímpics d'estiu de 2020 i va guanyar una medalla de bronze a la prova per equips i va formar part de l'equip guanyador de la medalla de plata al Campionat del Món de 2022 i de l'equip guanyador de la medalla d'or al Campionat Europeu de 2023.
Individualment, és la campiona del món de gimnàstica de terra de 2022, així com tres vegades campiona d'Europa dels exercicis de terra de 2021, 2022 i 2023. Es la primera gimnasta femenina en guanyar tres títols consecutius en terra al Campionat Europeu, i la primera de qualsevol sexe des de Franco Menichelli el 1965. És medallista d'or al concurs complet individual del Campionat Europeu el 2023, medallista de bronze del món de 2022 i europea de l'exercici complet el 2021. A més el 2021 va ser medallista de plata europea de salt.
Va competir als Campionats del Món júnior del 2019 al costat de la seva germana bessona, Jennifer. Va ser la primera gimnasta d'origen irlandès que va guanyar un títol mundial de gimnàstica el 2022; Rhys McClenaghan va guanyar la primera medalla d'or per a Irlanda dies després.
A nivell nacional, Gadirova és tres vegades campiona anglesa i tres vegades britànica.

## Vida personal
Gadirova i la seva germana bessona Jennifer van néixer a Dublín, Irlanda, i són d'ascendència azerbaidiana. El seu pare, Natig Gadirov, i la seva mare són d'Azerbaidjan. Gadirova va néixer a Irlanda mentre els seus pares hi treballaven durant uns mesos. Com a resultat, té les ciutadanies irlandesa i britànica. Els seus avis paterns viuen a Bakú: la seva àvia és pediatra jubilada i el seu avi és professor de física i matemàtiques. Gadirova i la seva germana van començar la gimnàstica als sis anys perquè la seva mare volia que tinguessin una sortida per a la seva energia.

## Carrera a la gimnàstica

### Espoir

#### 2016
Al març, Gadirova va competir als campionats britànics Espoir, on va quedar 12a en la prova general i sisena a la barra d'equilibri.

### Júnior

#### 2018
Al febrer, Gadirova va competir al Campionat d'Anglès on va quedar 23ena. El mes següent va competir als campionats britànics on es va situar setena en la prova general, vuitena en barres asimètriques i sisena en l'exercici de terra. Va acabar la temporada competint als campionats britànics per equips on es va situar en l'11a posició a la categoria júnior sense equip.

#### 2019
Al març, Gadirova va competir als campionats anglesos on va quedar quarta darrere d'Ondine Achampong, Halle Hilton i Jennifer Gadirova. Més tard aquell mes va competir als campionats britànics on es va situar setena en la prova general, vuitena al salt, quarta a barres asimètriques i va guanyar el bronze a l'exercici de terra. A continuació, Gadirova va competir al Flanders International Team Challenge on va acabar tercera en el conjunt per darrere de les romaneses Ioana Stănciulescu i Silviana Sfiringu i va ajudar a la Gran Bretanya a acabar quarta com a equip.
Al juny, Gadirova va competir al Campionat del Món Júnior inaugural a Győr, Hongria, al costat de la seva germana bessona Jennifer i Alia Leat. A la final per equips va acabar en sisena posició i individualment Gadirova va acabar 33ena en el conjunt.

Al juliol, Gadirova va competir a la Sainté Gym Cup on va ajudar a la Gran Bretanya a guanyar l'or per equips. Al setembre, va competir als campionats femenins d'equips britànics del 2019, acabant primera a la categoria júnior, per davant de la seva germana. A més, va ajudar a Aylesbury a acabar primer com a equip.

### Senior

#### 2021
Gadirova es va convertir en sènior el 2020, però no va competir a causa de la pandèmia mundial de COVID-19. L'abril de 2021 va ser seleccionada per representar Gran Bretanya al Campionat d'Europa al costat de la seva germana bessona Jennifer (més tard substituïda per Phoebe Jakubczyk), Alice Kinsella i Amelie Morgan. Durant les classificacions, Gadirova es va classificar per a la final tot i patir una forta caiguda de la barra d'equilibri. A més, Gadirova es va classificar per a la final de salt en primer lloc i la final d'exercicis de terra en tercer lloc. A la final, Gadirova va guanyar la medalla de bronze darrere de les russes Viktoria Listunova i Anguelina Mélnikova. És la segona gimnasta artística britànica després d'Ellie Downie a guanyar una medalla al Campionat d'Europa. Durant la final de salt, Gadirova va acabar segona darrere de la medallista olímpica i mundial de salt Giulia Steingruber. L'últim dia de la competició, Gadirova va guanyar l'or a terra per davant de Melnikova i l'antiga campiona mundial Vanessa Ferrari, convertint-la en la primera campiona britànica d'exercicis de terra des que Beth Tweddle va guanyar el 2010.
El 7 de juny, Gadirova va ser seleccionada per representar la Gran Bretanya als Jocs Olímpics d'estiu de 2020 al costat de la seva germana bessona Jennifer, Alice Kinsella i Amelie Morgan. Als Jocs Olímpics, Gadirova es va classificar per a les finals d'exercici complet i de terra; a més, Gran Bretanya es va classificar per a la final per equips. Durant la final per equips, Gadirova va fer els exercicis de salt, barres asimètriques i terra, complint totes les seves rutines i ajudant a la Gran Bretanya a guanyar la medalla de bronze, la seva primera medalla per equip olímpic en 93 anys. Durant la final de l'exercici complet individual, Gadirova va caure de la barra d'equilibri però encara va acabar 10ena de la general. En fer-ho, es va convertir en la gimnasta britànica amb la millor posició en una final olímpica, superant el 12è lloc de Becky Downie el 2008. Durant la final de la prova d'exercicis de terra, Gadirova va realitzar una rutina neta i va obtenir una puntuació de 14.000 i va acabar en sisena posició.
El desembre de 2021, Gadirova es va convertir en ambaixadora de la marca del fabricant de leotards de gimnàstica Milano Pro-Sport

#### 2022
Al març, Gadirova va competir al Campionat anglès on va guanyar l'exercici complet, el salt i al terra.
Més tard aquell mes, Gadirova va competir als campionats britànics de Liverpool, on va aconseguir l'or en el conjunt amb una puntuació de 54.650 per davant de les seves companyes d'equip d'Aylesbury Ondine Achampong i la seva germana Jennifer. Després va guanyar or a salt i terra, així com plata a la barra d'equiilbri. Al juliol, Gadirova va ser seleccionada per competir al Campionat d'Europa al costat de la seva germana Jennifer, Achampong, Georgia-Mae Fenton i Alice Kinsella, on va repetir la medalla d'or a terra. Gadirova també va ser nomenada Gimnasta de l'Any 2021 per la Unió Europea de Gimnàstica juntament amb Boryana Kaleyn i Ferhat Arıcan.
Al setembre, Gadirova va ser nomenada a l'equip per competir al Campionats del món de 2022, una vegada més al costat de la seva germana bessona Jennifer, Achampong, Kinsella i Fenton. Va ajudar la Gran Bretanya a classificar-se per a la final per equips i individualment es va classificar per a les finals de l'exercici complet, de salt i de terra. Durant la final per equips, Gadirova va competir en salt, barres asimètriques i exercici de terra, ajudant a Gran Bretanya a guanyar la medalla de plata i a aconseguir la seva màxima posició en un Campionat del Món. A més, Gadirova va obtenir la puntuació més alta de la competició de l'exercici de terra. A la final de l'exercici complet individual, Gadirova va quedar tercera darrere de Rebeca Andrade i Shilese Jones, guanyant la seva primera medalla mundial individual. Gadirova es va retirar de la final de salt. L'últim dia de competició va competir a la final de l'exercici de terra. Va ser l'última competidora que va competir i va obtenir una puntuació de 14.200 per guanyar el títol. Es va convertir en la segona dona britànica en guanyar el títol de l'exercici de terra després que Beth Tweddle ho fes al 2009. Gadirova va ser la segona gimnasta britànica a guanyar una medalla d'or en aquests Campionats del Món després que Giarnni Regini-Moran guanyés el títol en l'exercici de terra masculí el dia anterior. Amb només 18 anys i 34 dies, Gadirova es va convertir en la gimnasta britànica més jove a convertir-se en campiona del món. A causa de les seves actuacions als Campionats del Món, Gadirova va ser nomenada Jove esportista de l'any de The Sunday Times i, a més, va guanyar el Trofeu Peter Wilson de l'Associació de Periodistes Esportius per al nouvingut internacional, juntament amb el també gimnasta britànic Jake Jarman. Al desembre, va guanyar el premi de la BBC Young Sports Personality of the Year, i va ser nominada al premi en categoria absoluta.

#### 2023
Gadirova va competir al Campionat d'Anglès, on va quedar quarta en barres asimètriques. Va ser nomenada a l'equip per competir al segúent Campionat d'Europa, al costat de Becky Downie, Georgia-Mae Fenton, Ondine Achampong i Alice Kinsella.
Als Campionats d'Europa. Gadirova va ajudar Gran Bretanya a guanyar la primera medalla d'or de l'equip. A més, es va classificar per a les finals de l'exercici complet, barra d'equilibri i terra en primer lloc. Durant la final de l'exercici complet, Gadirova va obtenir 55,032 punts per guanyar l'or per davant de Zsófia Kovács i Alice D'Amato. En les finals d'aparells, Gadirova va acabar setena en barra d'equilibri després d'una caiguda en desmuntar, però va guanyar el seu tercer títol consecutiu i el tercer or dels campionats en l'exercici de terra. Va ser guardonada amb el premi de mestre gimnasta del torneig.

## Història competitiva
| Any                | Esdeveniment                  | Equip  | AA     | VT     | UB     | BB     | FX     |
| Espoir             | Espoir                        | Espoir | Espoir | Espoir | Espoir | Espoir | Espoir |
| ------------------ | ----------------------------- | ------ | ------ | ------ | ------ | ------ | ------ |
| 2016               | Campionat Britànics Espoir    |        | 12     |        |        | 6      |        |
| Júnior             |                               |        |        |        |        |        |        |
| 2018               | Campionat anglès              |        | 23     |        |        |        |        |
| 2018               | Campionat britànics           |        | 7      |        | 8      |        | 6      |
| 2018               | Campionat britànic per equips | 3      | 11     |        |        |        |        |
| 2019               | Campionat anglès              |        | 4      |        |        |        |        |
| 2019               | Campionat britànics           |        | 7      | 8      | 4      |        | 3      |
| 2019               | Repte FIT                     | 4      | 3      |        |        |        |        |
| 2019               | Campionat del món júnior      | 6      |        |        |        |        |        |
| 2019               | Copa Sainté Gym               | 1      | 7      |        |        |        |        |
| 2019               | Campionat britànic per equips | 1      | 1      |        |        |        |        |
| Major              |                               |        |        |        |        |        |        |
| 2021               |                               |        |        |        |        |        |        |
| Campionat d'Europa |                               | 3      | 2      |        |        | 1      |        |
| Jocs Olímpics      | 3                             | 10     |        |        |        | 6      |        |
| 2022               | Campionat anglès              |        | 1      | 1      | 4      | 4      | 1      |
| 2022               | Campionat britànics           |        | 1      | 1      |        | 2      | 1      |
| 2022               | Campionat d'Europa            | 2      | 10     | 5      |        |        | 1      |
| 2022               | Campionat del Món             | 2      | 3      | WD     |        |        | 1      |
| 2023               | British Championships         |        |        |        | 4      | 2      |        |
| 2023               | Campionat d'Europa            | 1      | 1      |        |        | 7      | 1      |